# Asynapta saliciperda
Asynapta saliciperda är en tvåvingeart som beskrevs av Ephraim Porter Felt 1908. Asynapta saliciperda ingår i släktet Asynapta och familjen gallmyggor.
Artens utbredningsområde är Illinois. Inga underarter finns listade i Catalogue of Life.